# Yellow Swans
Gli Yellow Swans sono stati un gruppo musicale statunitense composto da Pete Swanson e Gabriel Mindel-Saloman. Il loro stile è un noise elettronico che combina punk e musica glitch.

## Storia del gruppo
Nati a Portland nel 2001 (secondo altre fonti nel 2002), gli Yellow Swans pubblicarono diverse cassette e CD autoprodotti prima di incidere il primo vero e proprio album in studio nel 2004: Bring the Neon War Home, scisso fra brani punk ed esperimenti sonori astratti ed elettronici. Dopo essersi trasferiti a Oakland, il duo pubblicò, nel 2005, Psychic Secession che vede presenti le cantanti Inca Ore e Christina Carter dei Charalambides, Copper Silver, una collaborazione con i Grey Daturas, più altri due album con Axolotl. Il seguente At All Ends del 2007 contiene tracce che erano state registrate durante una tournée negli Stati Uniti durante l'anno seguente e propone un sound più melodico e krautrock mentre Yellow Swans & Burning Star Core (2007) è una collaborazione con Burning Star Core. Nel 2008, gli Yellow Swans annunciarono lo scioglimento e registrarono Going Places (che verrà però pubblicato due anni più tardi). Quest'ultimo album si distingue dalle altre uscite del gruppo per le sue atmosfere paradisiache che fanno affidamento sui field recording e i loop. In seguito al loro scioglimento, Pete Swanson avviò una carriera solista e collaborò a più riprese con Tom Carter dei Charalambides.

## Formazione
- Pete Swanson – strumentazione elettronica, voce
- Gabriel Mindel-Saloman – strumentazione elettronica, chitarra

## Discografia parziale
- 2004 – Bring The Neon War Home
- 2005 – Psychic Secession
- 2005 – Copper/Silver (con Grey Daturas)
- 2005 – MLK Day (con Axolotl e Gerrit)
- 2006 – Axolotl & Yellow Swans  (con Axolotl)
- 2007 – At All Ends
- 2007 – Yellow Swans & Burning Star Core (con Burning Star Core)
- 2008 – Conan Island (con Mouthus)
- 2010 – Going Places